# Saint-Perdon
Saint-Perdon là một xã, thuộc tỉnh Landes trong vùng Nouvelle-Aquitaine. Xã này có diện tích 30,62 km², dân số năm 2006 là 1254 người. Xã này nằm ở khu vực có độ cao trung bình 83 mét trên mực nước biển.
Danh xưng dân địa phương trong tiếng Pháp là Saint-Perdonnais.

## Biến động dân số
| 1962                                         | 1968 | 1975 | 1982 | 1990 | 1999 | 2002  | 2006  |
| -------------------------------------------- | ---- | ---- | ---- | ---- | ---- | ----- | ----- |
| 623                                          | 640  | 610  | 748  | 938  | 984  | 1 175 | 1 254 |
| Số liệu từ năm 1962, dân số không tính trùng |      |      |      |      |      |       |       |